# (9860) Археоптерикс
(9860) Археоптерикс (лат. Archaeopteryx) — астероид главного пояса, который входит в состав семейства Веритас. Он был открыт 6 августа 1991 года бельгийским астрономом Эриком Эльстом в обсерватории Ла-Силья и назван в честь археоптерикса, вымершего животного юрского периода.